# Coupe d'Irlande de football 1929-1930
Navigation
Édition précédente Édition suivante
La Coupe d'Irlande de football 1929-1930 , en anglais The Football Association of Ireland Challenge Cup, est la 9e édition de la Coupe d'Irlande de football organisée par la Fédération d'Irlande de football. La compétition commence le 4 janvier 1929, pour se terminer le 17 mars 1929. Les Shamrock Rovers remporte pour la troisième fois la compétition en battant en finale le Brideville Football Club. C'est la deuxième victoire consécutive des Rovers dans la compétition.

## Organisation
La compétition rassemble les dix clubs évoluant dans le championnat d'Irlande auxquels s'ajoutent six clubs évoluant dans les championnats provinciaux du Munster et du Leinster : Waterford Celtic, Cork Bohemians, Dolphin FC, Mullingar Celtic, Glasnevin et Cahir Park.

## Premier tour
Les matchs se déroulent les 4 et 5 janvier 1930. Les matchs d'appui ont lieu les 8 et 15 janvier.
| Club recevant                | Score | Club visiteur                    | Date           |
| ---------------------------- | ----- | -------------------------------- | -------------- |
| Bray Unknowns                | 0-1   | Bohemian Football Club           | 4 janvier 1930 |
| Bray Unknowns                | 3-7   | Bohemian Football Club           | 8 janvier      |
| Shamrock Rovers              | 1-1   | Shelbourne FC                    | 4 janvier      |
| Shelbourne FC                | 0-0   | Shamrock Rovers                  | 8 janvier      |
| Shamrock Rovers              | 3-1   | Shelbourne FC                    | 15 janvier     |
| Brideville FC                | 1-0   | Waterford Celtic                 | 5 janvier      |
| Cork Bohemians Football Club | 1-2   | Dundalk FC                       | 5 janvier      |
| Dolphin Football Club        | 5-1   | Mullingar Celtic                 | 5 janvier      |
| Drumcondra Football Club     | 3-3   | Fordsons Football Club           | 5 janvier      |
| Fordsons Football Club       | 3-1   | Drumcondra Football Club         | 8 janvier      |
| Glasnevin                    | 2-1   | Cahir Park                       | 5 janvier      |
| Jacob's Football Club        | 3-4   | Saint James's Gate Football Club | 5 janvier      |

## Deuxième tour
Les matchs se déroulent les 18 et 19 janvier 1928. Les match d'appui ont lieu le 23=2 et 29 janvier.
| Club recevant          | Score | Club visiteur                    | Date            |
| ---------------------- | ----- | -------------------------------- | --------------- |
| Shamrock Rovers        | 4-2   | Saint James's Gate Football Club | 18 janvier 1928 |
| Brideville FC          | 1-1   | Dolphin Football Club            | 19 janvier      |
| Dolphin Football Club  | 2-2   | Brideville FC                    | 22 janvier      |
| Brideville FC          | 5-1   | Dolphin Football Club            | 29 janvier      |
| Dundalk FC             | 5-0   | Glasnevin                        | 19 janvier      |
| Fordsons Football Club | 1-0   | Bohemian FC                      | 19 janvier      |

## Demi-finales
| Première demi-finale | Brideville Football Club | 2-1 | Dundalk Football Club | Shelbourne Park, Dublin |  |
| 1 février 1930       | Gaskins Patton csc       |     |                       |                         |  |

| Deuxième demi-finale | Fordsons Football Club | 2-2 | Shamrock Rovers Football Club | The Mardyke, Cork |  |
| 16 février 1930      | T. Dickson(2)          |     | David Byrne Bob Fullam        |                   |  |

| Deuxième demi-finale - match d'appui | Shamrock Rovers Football Club       | 3-0 | Fordsons Football Club | Iveagh Grounds, Crumlin, Dublin |  |
| 2 mars 1930                          | John Joe Flood Joseph Golding Sloan |     |                        |                                 |  |

## Finale
La finale a lieu le 17 mars 1930. Elle se déroule devant 17 000 spectateurs rassemblés dans le Dalymount Park à Dublin. Les Shamrock Rovers l'emportent 1 à 0 contre Brideville. Le but de la victoire est marqué à la 90e et dernière minute du match dans des conditions controversées. C'est la troisième victoire des Rovers en Coupe d'Irlande et la première d'une série de cinq victoires consécutives.
| Finale       | Shamrock Rovers Football Club | 1-0 | Bohemian Football Club | Dalymount Park, Dublin |                      |
| 17 mars 1930 | David Byrne 90e               |     |                        | Spectateurs : 17 000   | Spectateurs : 17 000 |